# Henning Beer
Henning Beer (* Nació en 1959, en Alemania ) es un exmiembro de la Fracción del Ejército Rojo (RAF), perteneciente a la llamada "segunda generación", es el hermano del miembro de la RAF, Wolfgang Beer. Estuvo en el grupo terrorista entre 1982 hasta 1990 y se escondió en la RDA. Henning Beer, estuvo detenido entre 1990 y 1995.

## Vida
Henning y Wolfgang Beer crecieron con las relaciones rotas con su madre quien era soltera y alcohólica. Incluso en su más temprana juventud, se radicalizaron y a la edad de 16 años se vinculó al entorno de la Fracción del Ejército Rojo o banda Baader Meinhof.  Alrededor de 1978, ambos hermanos se unieron a la segunda generación de la RAF.
El 19 de noviembre de 1979, un comando de la RAF, integrado por Rolf Clemens Wagner, Christian Klar, Peter-Jürgen Boock y Henning Beer asaltaron el "Banco Popular de Suiza", en Zúrich, logrando apoderarse de 548.000 francos suizos (cerca de € 343 111). En el escape a través del Centro Comercial Shopville, sostuvieron un tiroteo con la policía en la que una transeúnte por una bala en el cuello y murió. Fuera del Centro Comercila, Christian Klar al intentar robar un vehículo disparó a una mujer en el pecho dejándola seriamente herida y luego a dos policías dejándolos, posteriormente escaparon.
El 15 de septiembre de 1980 viajaron Christian Klar, Helmut Pohl, Adelheid Schulz, Henning Beer e Inge Viett a la República Democrática de Alemania donde iniciaron conversaciones con los representantes de la Stasi.  A principios de octubre el grupo regresó a la República Federal. Beer, estuvo en los preparativos para el atentado contra el General norteamericano Frederick James Kroesen, en Heidelberg, que fue ejecutado el 19 de septiembre de 1981.  Poco después se separó de la RAF y se fue el 1 de abril de 1982, hacia la Alemania del Este, donde vivió hasta 1990, bajo un nombre falso. Después de la caída del Muro de Berlín, y el desenmascaramiento del apoyo de la Stasi a los grupos terroristas alemanes, Beer fue arrestado en junio de 1990,  en Neubrandenburg.  En prisión presentó numerosos testimonios y datos logrando obtener indulgencia en su juicio. 
En julio de 1991, Henning Beer se presentó ante el Tribunal Regional Superior de Coblenza, que lo condenó a seis años y medio de detención.  El tribunal consideró que Beer había tenido participación en el intento de homicidio en siete oportunidades, la participación en atentados con bomba, el gran robo y pertenencia a una organización terrorista.  Desde que cometió estos delitos siendo considerado por el juez, "casi un niño", fue condenado bajo la justicia de menores y la indulgencia a seis años de internamiento. Después de cinco años, Henning Beer fue puesto en libertad condicional.